# Martino Longhi der Jüngere
Martino Longhi der Jüngere, italienisch Martino Longhi il Giovane, (* 18. März 1602 in Rom; † 15. Dezember 1660 in Viggiù) war ein italienischer Architekt. Er gehörte der Architektendynastie der Longhi an.

## Leben
Martino Longhi wurde 1602 als Sohn des Architekten Onorio Longhi in Rom geboren. Er setzte als Architekt das Werk seines Vaters und seines Großvaters Martino Longhi der Ältere fort und konnte dabei seine Stellung als einer der originellsten Barockbaumeister in Konkurrenz zu seinen Zeitgenossen wie Gian Lorenzo Bernini, Francesco Borromini und Pietro da Cortona behaupten.
Longhi war wie sein Vater Mitglied der Accademia di San Luca. Er wurde auch als Verfasser von Gedichten bekannt.
1659 ist zum letzten Mal sein Aufenthalt in Rom nachgewiesen. Er starb am 15. Dezember 1660 in der Geburtsstadt seines Vaters in Viggiù und wurde dort in der Gruft seiner Familie in der Kirche San Martino beigesetzt.

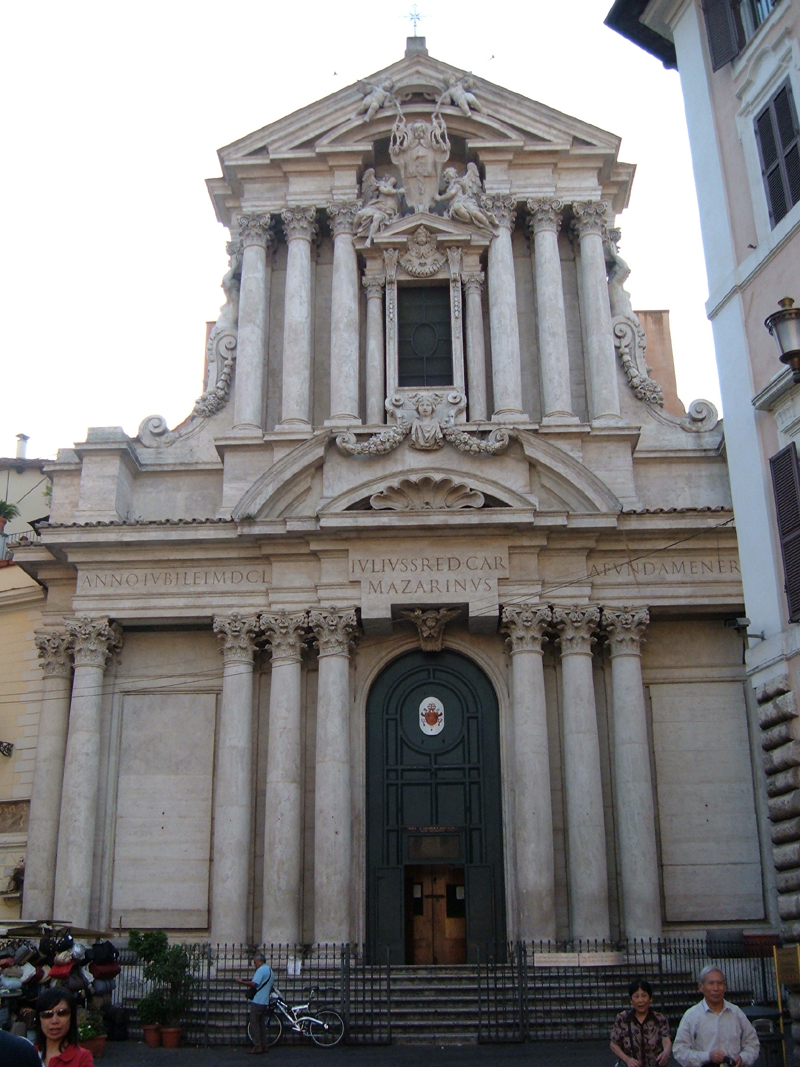
Fassade der Kirche Santi Vincenzo e Anastasio

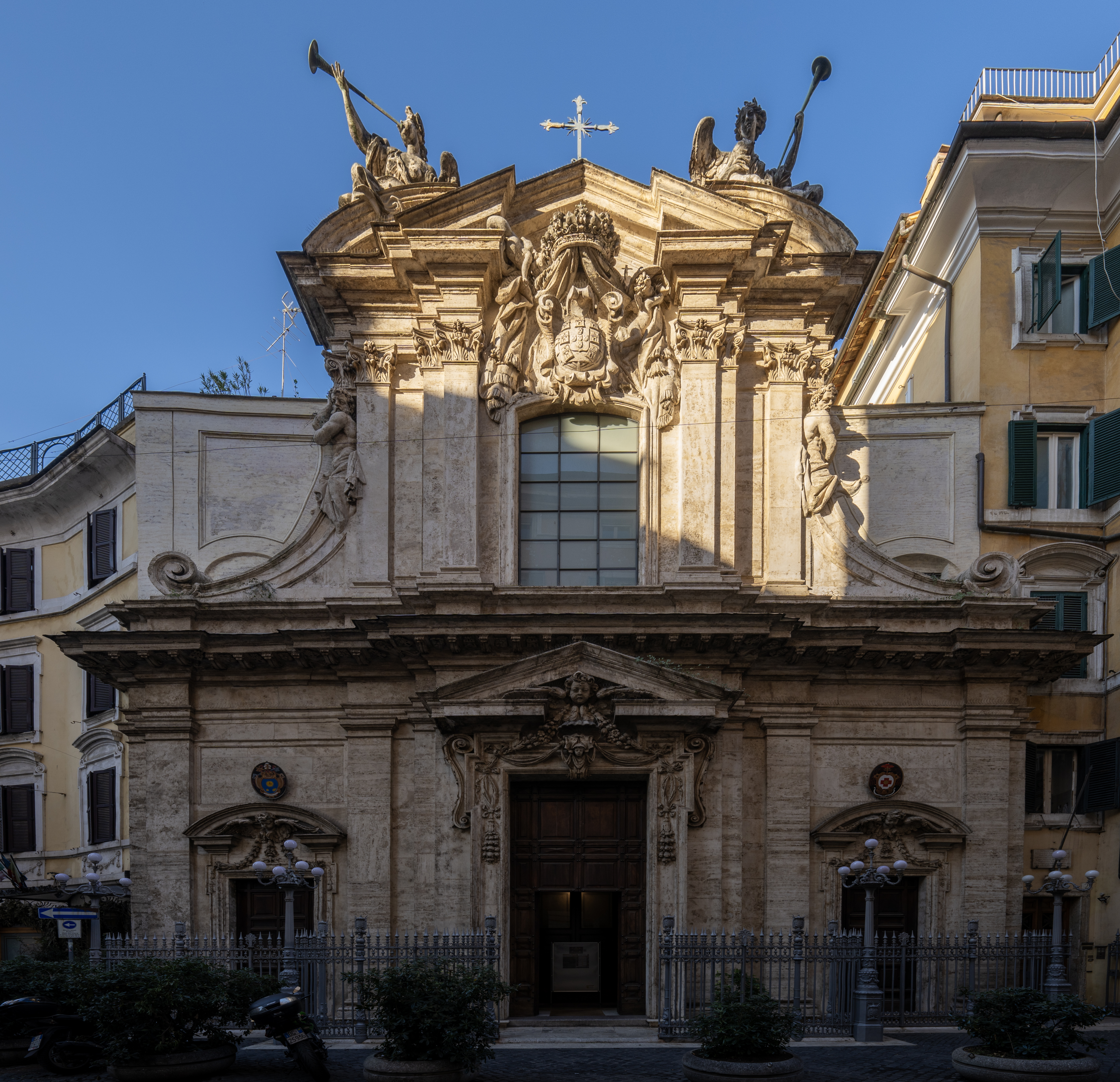
Fassade der Kirche Sant’Antonio dei Portoghesi

## Werke
Martino Longhi übernahm von seinem Vater, nach dessen Tod 1619, die Baustelle von Santi Ambrogio e Carlo. Der Zeitpunkt, an dem er dort als Architekt arbeitete, ist allerdings unbekannt und erst ab 1634 gesichert. 1642 vollendete er den Innenraum der Kirche mit der Einwölbung der Schiffe.
Sein bekanntestes Werk wurde jedoch die Kirche Santi Vincenzo e Anastasio gegenüber dem Trevi-Brunnen, die er 1644 bis 1650 im Auftrag von Kardinal Jules Mazarin ausführte. Erstmals an einer barocken Kirche verwendete er freistehende Säulen, die eine zweite Ebene vor der Fassade bilden und eine interessante Licht-Schatten-Wirkung hervorrufen.
1653 baute er die Kirche Sant’Adriano al Foro um, bei der er im Innenraum wiederum die Wirkung von freistehenden Säulen einsetzte. 1933 wurde die Kirche bei der Wiederherstellung der Curia Iulia, in die sie eingebaut war, zerstört.

### Weitere Kirchenbauten
- San Bartolomeo all’Isola, Fassade, 1623/24
- Santa Maria della Consolazione
- Sant’Antonio dei Portoghesi, Fassade, 1638
- Kloster San Silvestro in Caprarola
- Erweiterung der Cappella San Domenico in der Basilika Santa Maria sopra Minerva in Rom

### Weitere Bauten
- Palazzo Ginnetti in Velletri
- Palazzo Ruspoli, Treppenhaus, ab 1629